# Floretă masculin maeștri la Jocurile Olimpice de vară din 1896
Proba de floretă maeștri masculin individual la Jocurile Olimpice din 1896 a avut loc pe 7 aprilie 1896. A fost singura probă a Jocurilor Olimpice la care au participat sportivi profesioniști și s-a desfășurat imediat după proba pentru amatori. A constat dintr-un singur meci între grecul Leonidas Pyrgos și francezul Joanni Perronet. Pyrgos a câștigat meciul cu 3-1, devenind primul campion grec ale Jocurilor Olimpice moderne.

## Context
Aceasta a fost prima apariție a evenimentului, care a mai avut loc doar o singură dată. Maeștrii de scrimă au fost o excepție de la regula care spunea că trebuie să fie doar sportivi amatori din primele Olimpiade. Scrima pentru maeștri a fost inclusă ca eveniment olimpic în 1896 (doar floretă masculină) și în 1900 (toate cele trei arme pentru bărbați, precum și un eveniment special la spadă care i-a adus față în față pe cei mai buni profesioniști și cei mai buni amatori). Până în 1904, au fost organizate doar evenimente pentru amatori.

## Formatul competiției
Cu doar doi sportivi, competiția a constat dintr-un singur meci, urmând a câștiga primul sportiv care ajunge la trei tușe. Au fost folosite regulile standard pentru floretă, inclusiv faptul că loviturile trebuiau realizate cu vârful floretei, zona țintă era limitată la trunchi, iar prioritatea determina câștigătorul în cazul loviturilor duble.

## Program
Ora exactă a evenimentului pentru proba de floretă maeștri nu este cunoscută. Proba de scrimă a început la ora 10 dimineața, în a doua zi a Jocurilor Olimpice, cu floretă masculină (amatori), urmată de floretă pentru maeștri. Raportul Oficial menționează că întrecerile de scrimă s-a încheiat la prânz.
| Dată                  | Dată                  | Oră              | Rundă             |
| Gregorian             | Iulian                | Oră              | Rundă             |
| --------------------- | --------------------- | ---------------- | ----------------- |
| Marți, 7 aprilie 1896 | Marți, 26 martie 1896 | Dimineața târziu | Semifinale Finala |

## Rezultate
Pyrgos a câștigat meciul cu 3–1.
| Meci   | Câștigător            | Tușe | Învins                |
| ------ | --------------------- | ---- | --------------------- |
| Finala | Leonidas Pyrgos (GRE) | 3-1  | Joanni Perronet (FRA) |